# Amber and Ashes
Amber and ashes — російський рок-гурт, що виник у 2006 році у Ростові-на-Дону.

## Біографія
Ростовський гурт Amber And Ashes утворився наприкінці 2006 року. Сформований колектив з двох панк-рок команд — Asket Cool і The Joystix — включав в себе чотирьох хлопців. Пізніше вони запросили 5-го учасника Сергія на барабани і гурт починає свої перші репетиції. Визначившись зі стилістикою (metalcore) і підготувавши матеріал група потихеньку починає проводити свої перші концерти в Ростові-на-Дону і прилеглих містах.
У лютому 2008 року був записаний та випущений їх дебютний альбом «Растекаясь на пол так странно», у який увійшли 8 композицій.
У 2009 році, після повернення з армії гітариста Кості, хлопці записують сингл «Я зашел пока ты спала» і в підтримку нового релізу дають невеликий ряд концертів в Ростові, Ставрополі і Волгограді.
Через деякий час групу залишають Олексій (гітара) та Влад (бас). І гурт починає пошуки нових учасників. У групі ненадовго з'являється гітарист, Юрій, з ростовського metalcore колективу Shoot Oneself For Me. І зовсім незабаром гурт починає мати новий склад.
У 2011 році був випущений альбом «When a Drop Becomes the Ocean», до пісень якого гурт почав знімати відеокліпи. Відео до пісні «Time» присвячене пам'яті вокаліста гурту «Violet Pool» Віталієві Паку.

## Склад гурту
- Дмитро Соколовський — вокал
- Артем Дорошенко — вокал
- Костянтин Капошко — гітара
- Ілля Анікін — гітара
- Святослав Мороков — бас гітара
- Сергій Лисенко — ударні

## Дискографія

### Альбоми
- «Растекаясь на пол так странно» [EP] (2008)
- «When a Drop Becomes the Ocean» (2011)

### Сингли
- «Я зашел, пока ты спала» (2009)

### Відеокліпи
- «Сотни лживых фраз» (2012)[1]
- «Time» (2012)[2]